# 皮亚内扎
皮亚内扎（義大利語：Pianezza），是意大利都灵省的一个市镇。总面积16.5平方公里，人口13862人，人口密度840.1人/平方公里（2009年）。ISTAT代码为001189。